# Макмаон, Малькольм
Малькольм Макмаон (англ. Malcolm Patrick McMahon; род. 14 июня 1949, Лондон, Великобритания) — английский прелат. Епископ Ноттингема с 7 ноября 2000 по 21 марта 2014. Девятый архиепископ Ливерпуля с 21 марта 2014 по 5 апреля 2025.

## Ранние годы
Малькольм Макмаон родился в Лондоне. Учился на инженера в Технологическом Институте Манчестерского Университета. Затем работал в британской автомобильной компании "Daimler Motor Company" и в организации, ответственной за работу транспорта Лондона.  В 1976 году (в 27 лет) он принял решение начать церковную карьеру и вступил в братство Доминиканского Ордена. Приняв обеты в декабре 1979 года, он начал изучать философию в доминиканском колледже Университета Оксфорда и богословие в религиозном колледже Лондонского Университета. 26 июня 1982 года (в 33 года) рукоположён в священники архиепископом Вестминстера кардиналом Бэзилом Хьюмом.
Служил капелланом в Политехническом Институте Лестера с 1984 по 1985 годы, затем назначен священником в приходе Лондона. Позднее Макмаон служил священником в церкви Святого Доминика в Ньюкасл-апон-Тайне (1989 год) и церкви Святого Доминика в Хаверсток-хил (1990 год). В 1992 году и 1996—2001 годах его избирали приором митрополии доминиканцев в Англии. В 2000 году его назначили приором альма-матер, доминиканского колледжа Университета Оксфорда.

## Церковная карьера

### Епископ Ноттингема
7 ноября 2000 года (в 51 год) Иоанн Павел II назначил Макмаона епископом Ноттингема. Таким образом Макмаон стал первым епископом-доминиканцем с 1470 года. Церемонию епископской хиротонии в кафедральном соборе Ноттингема 8 декабря 2000 года вел епископ Ноттингема Джеймс Макгиннесс и епископы Патрик О’Донохью и Виктор Гаццелли.
В 2009 году имя Макмаона упоминалось в списке четырех возможных кандидатов на должность архиепископа Вестминстера (лидера Католической Церкви Англии). Архиепископом Вестминстера стал Винсент Николс. В 2010 году его имя упоминалось как возможного кандидата на должность архиепископа Саутворка, которую занял Питер Смит.
21 марта 2014 года назначен архиепископом Ливерпуля.
Макмаон председательствует в департаменте евангелизации и катехизиса Конференции католических епископов Англии и Уэльса. Кроме того, он является председателем британского подразделения Пакс Кристи, международного католического общества за мир.

### Взгляды
Макмаон придерживается мнения, что в католическом каноне нет оснований, которые запрещали бы священникам вступать в брак. Запрет на вступление в брак считается основной причиной, почему молодые люди не выбирают церковную карьеру или оставляют её через некоторое время ради вступления в брак. Таким образом во всем мире наблюдается нехватка священников. В своем интервью в 2008 году он заявил:

"Не существует причин, по которым священники не могли бы вступать в брак. Это всегда было вопросом дисциплины, а не доктрины. [...] Молодые люди, желающие служить церкви и в то же время иметь семью, не должны быть закрыты от церковной карьеры, однако они должны вступить в брак до рукоположения в священники."

МакМаон поддерживает вовлечение женщин в большей мере в процесс богослужения, но против рукоположения женщин в сан. Он поддерживает консерваторов и считается приверженцем традиционной Божественной Литургии, которая была изменена после решения Второго Ватиканского собора в 1962 году с целью сделать католическую службу более доступной современным католикам.

### Частная жизнь
Играет в гольф, любит живую музыку, особенно оперу, при этом считает себя фанатом поп-джазовой певицы Норы Джонс. Любит обедать в ресторанах Ноттингема, предпочитает турецкую и итальянскую кухню.